# 天鳳 (元号)
天鳳（てんぽう）は、新の王莽の治世に行われた2番目の元号。14年 - 19年。

## 出来事
- 4年：王匡、王鳳らが緑林山（荊州当陽県）で挙兵（緑林軍）。琅邪（徐州）の呂母が反乱を起こす。
- 5年：琅邪の樊崇らが挙兵（のちの赤眉軍）。

## 西暦との対照表
| 天鳳 | 元年 | 2年  | 3年  | 4年  | 5年  | 6年  |
| 西暦 | 14年 | 15年 | 16年 | 17年 | 18年 | 19年 |
| 干支 | 甲戌 | 乙亥 | 丙子 | 丁丑 | 戊寅 | 己卯 |